# Eomarssonella
Eomarssonella es un género de foraminífero bentónico de la familia Prolixoplectidae, de la superfamilia Verneuilinoidea, del suborden Verneuilinina y del orden Lituolida. Su especie tipo es Eomarssonella paraconica. Su rango cronoestratigráfico abarca el Oxfordiense (Jurásico superior).

## Discusión
Clasificaciones previas incluían Eomarssonella en el suborden Textulariina del orden Textulariida, o en el orden Lituolida sin diferenciar el suborden Verneuilinina.

## Clasificación
Eomarssonella incluye a las siguientes especies:
- Eomarssonella musapharovae †
- Eomarssonella paraconica †
- Eomarssonella pollocki †